# Concert du nouvel an 1962 à Vienne
Le concert du nouvel an 1962 de l'orchestre philharmonique de Vienne, qui a lieu le 1er janvier 1962, est le 22e concert du nouvel an donné au Musikverein, à Vienne, en Autriche. Il est dirigé pour la 8e fois consécutive par le chef d'orchestre autrichien Willi Boskovsky.
Johann Strauss II y est toujours le compositeur principal, mais son frère Josef est représenté avec quatre pièces, et leur père Johann clôt le concert avec sa célèbre Marche de Radetzky. Par ailleurs, Joseph Lanner y est entendu pour la seconde fois consécutive avec une valse, l'une des deux pièces sur les quinze au total jouées pour la première fois au concert du nouvel an.

## Programme
Les pièces suivies d'un astérisque (*) sont jouées pour la première fois.

### Première partie
1. Johann Strauss II : Freuet euch des Lebens, valse, op. 340
2. Johann Strauss II : Im Krapfenwald’l, polka française, op. 336
3. Joseph Lanner : Die Werber, valse, op. 103*
4. Josef Strauss : Brennende Liebe, polka-mazurka, op. 129
5. Josef Strauss : Jokey-Polka, polka rapide, op. 278
6. Johann Strauss II : Tausend und eine Nacht, valse d'après des mélodies de l'opérette Indigo und die 40 Räuber

### Deuxième partie
1. Johann Strauss II : Accelerationen, valse, op. 234
2. Josef Strauss : Die Libelle, polka-mazurka, op. 204
3. Johann Strauss II : Roses du Sud, valse, op. 388
4. Johann Strauss II : Vergnügungszug, polka rapide op. 281
5. Johann Strauss II : Tik-Tak, polka rapide, op. 365*
6. Josef Strauss : Feuerfest, polka française, op. 269

### Rappels
1. Johann Strauss II : Perpetuum mobile. Ein musikalischer Scherz, scherzo, op. 257
2. Johann Strauss II : Le Beau Danube bleu, valse, op. 314
3. Johann Strauss : Marche de Radetzky, marche, op. 228